# 齋藤伸也
齋藤 伸也（さいとう しんや）は日本のゲームクリエイター。任天堂企画制作部所属。大乱闘スマッシュブラザーズシリーズなど主にセカンドパーティーと共に開発する任天堂タイトルのプロデューサー。

## 作品
大乱闘スマッシュブラザーズシリーズ
- 大乱闘スマッシュブラザーズ SPECIAL：プロデューサー
- 大乱闘スマッシュブラザーズ for Wii U：プロデューサー
- 大乱闘スマッシュブラザーズ for Nintendo 3DS：プロデューサー

その他タイトルリスト
- スーパー マリオパーティ ジャンボリー Nintendo Switch 2 Edition ＋ ジャンボリーTV：プロデューサー
- ポケモンフレンズ：プロデューサー
- ゼノブレイドクロス ディフィニティブエディション：プロデューサー
- ドンキーコング リターンズ HD：プロデューサー
- マリオ&ルイージRPG ブラザーシップ!：プロデューサー
- スーパー マリオパーティ ジャンボリー：プロデューサー
- ルイージマンション2 HD：プロデューサー
- ペーパーマリオRPG（Nintendo Switch）：プロデューサー
- FOREVER BLUE LUMINOUS：プロデューサー
- プリンセスピーチ Showtime!：プロデューサー
- マリオvs.ドンキーコング（Nintendo Switch）：プロデューサー
- アナザーコード リコレクション：2つの記憶 / 記憶の扉：プロデューサー
- ポケットモンスター スカーレット・バイオレット ゼロの秘宝：プロデューサー
- スーパーマリオRPG（Nintendo Switch）：プロデューサー
- 超おどる メイド イン ワリオ：プロデューサー
- 帰ってきた 名探偵ピカチュウ：プロデューサー
- F-ZERO 99：プロデューサー
- Pikmin 1＋2（Nintendo Switch）：プロジェクトマネージャー
- ゼノブレイド3 新たなる未来：プロジェクトマネージャー
- ベヨネッタ オリジンズ: セレッサと迷子の悪魔：プロジェクトマネジメント
- 星のカービィ Wii デラックス：プロジェクトマネジメント
- ベヨネッタ3：プロジェクトマネジメント
- マリオ+ラビッツ ギャラクシーバトル：プロジェクトマネージャー
- カービィのグルメフェス：プロジェクトマネジメント
- ゼノブレイド3：プロジェクトマネージャー
- マリオパーティ スーパースターズ：プロジェクトマネージャー
- マリオゴルフ スーパーラッシュ：プロデューサー
- 世界のアソビ大全51：プロジェクトマネージャー
- マリオスポーツ スーパースターズ：プロデューサー
- カルドセプト（ニンテンドー3DS）：プロデューサー
- カルドセプト リボルト：プロデューサー
- 押忍!闘え!応援団：プロデューサー
- 燃えろ!熱血リズム魂 押忍!闘え!応援団2：プロデューサー
- エリート・ビート・エージェント：プロデューサー
- アナザーコード 2つの記憶：Coプロデューサー
- アナザーコード: R 記憶の扉：Coプロデューサー
- ウィッシュルーム 天使の記憶：Coプロデューサー
- NHK紅白クイズ合戦：プロデューサー